# Iberis carnosa
Iberis carnosa — рослина з роду іберійка (Iberis) родини капустяні. 
Рослини досягають висоти від 5 до 15 сантиметрів. має прості лінійні листя, що чергуються. Дає суцвіття світло-фіолетовими хрестоподібних квітів з травня по липень. Плодами є стручки. 
Територіями зростання є гірські райони Франції, Апеннінського та Балканського півостровів, а також Туніс. Полюбляє сонячне місце на помірно вологому ґрунті.